# Campeonato Português de Futebol 2003–2004
O Campeonato português de futebol 2003-2004 foi a edição do Campeonato português de futebol que se realizou entre 2003 e 2004.

## Primeira Liga

### Classificação
| CLASSIFICAÇÃO |                      |       |       |       |       |       |       |       |      |      |      |      |      |      |      |      |      |      |
|               |                      | TOTAL | TOTAL | TOTAL | TOTAL | TOTAL | TOTAL | TOTAL | CASA | CASA | CASA | CASA | CASA | FORA | FORA | FORA | FORA | FORA |
|               |                      | P     | J     | V     | E     | D     | GM    | GS    | V    | E    | D    | GM   | GS   | V    | E    | D    | GM   | GS   |
| 1º            | Porto                | 82    | 34    | 25    | 7     | 2     | 63    | 19    | 17   | 0    | 0    | 39   | 6    | 8    | 7    | 2    | 24   | 13   |
| 2º            | Benfica              | 74    | 34    | 22    | 8     | 4     | 62    | 28    | 11   | 4    | 2    | 29   | 15   | 11   | 4    | 2    | 33   | 13   |
| 3º            | Sporting             | 73    | 34    | 23    | 4     | 7     | 60    | 33    | 14   | 2    | 1    | 30   | 7    | 9    | 2    | 6    | 30   | 26   |
| 4º            | Nacional da Madeira  | 56    | 34    | 17    | 5     | 12    | 56    | 35    | 13   | 2    | 2    | 43   | 14   | 4    | 3    | 10   | 13   | 2    |
| 5º            | Braga                | 54    | 34    | 15    | 9     | 10    | 36    | 38    | 8    | 5    | 4    | 20   | 20   | 7    | 4    | 6    | 16   | 18   |
| 6º            | Marítimo             | 48    | 34    | 12    | 12    | 10    | 42    | 37    | 9    | 6    | 2    | 29   | 14   | 3    | 6    | 8    | 13   | 23   |
| 7º            | Rio Ave              | 48    | 34    | 12    | 12    | 10    | 35    | 33    | 9    | 7    | 1    | 22   | 11   | 3    | 5    | 9    | 13   | 22   |
| 8º            | Boavista             | 47    | 34    | 12    | 11    | 11    | 32    | 31    | 8    | 6    | 3    | 17   | 14   | 4    | 5    | 8    | 15   | 17   |
| 9º            | Moreirense           | 46    | 34    | 12    | 10    | 12    | 33    | 33    | 9    | 6    | 2    | 21   | 13   | 3    | 4    | 10   | 12   | 20   |
| 10º           | União de Leiria      | 45    | 34    | 11    | 12    | 11    | 43    | 45    | 7    | 7    | 3    | 26   | 21   | 4    | 5    | 8    | 17   | 24   |
| 11º           | Beira-Mar            | 41    | 34    | 11    | 8     | 15    | 36    | 45    | 7    | 6    | 4    | 22   | 16   | 4    | 2    | 11   | 14   | 29   |
| 12º           | Gil Vicente          | 40    | 34    | 10    | 10    | 14    | 43    | 40    | 8    | 4    | 5    | 26   | 15   | 2    | 6    | 9    | 17   | 25   |
| 13º           | Académica de Coimbra | 38    | 34    | 11    | 5     | 18    | 40    | 42    | 6    | 2    | 9    | 20   | 20   | 5    | 3    | 9    | 20   | 22   |
| 14º           | Vitória de Guimarães | 37    | 34    | 9     | 10    | 15    | 31    | 40    | 7    | 4    | 6    | 19   | 16   | 2    | 6    | 9    | 12   | 24   |
| 15º           | Belenenses           | 35    | 34    | 10    | 5     | 19    | 33    | 49    | 6    | 2    | 9    | 18   | 23   | 4    | 3    | 10   | 15   | 26   |
| 16º           | Alverca              | 35    | 34    | 8     | 11    | 15    | 35    | 54    | 6    | 4    | 7    | 20   | 23   | 2    | 7    | 8    | 15   | 31   |
| 17º           | Paços de Ferreira    | 28    | 34    | 8     | 4     | 22    | 27    | 53    | 6    | 2    | 9    | 14   | 24   | 2    | 2    | 13   | 13   | 29   |
| 18º           | Estrela da Amadora   | 17    | 34    | 4     | 5     | 25    | 22    | 74    | 3    | 5    | 9    | 14   | 28   | 1    | 0    | 16   | 8    | 46   |
|               |                      |       |       |       |       |       |       |       |      |      |      |      |      |      |      |      |      |      |

### Acessos e Despromoções
- Liga dos Campeões: Porto
- Taça Uefa: Benfica (após 3ª Pré-Eliminatória da Liga dos Campeões da UEFA), Sporting, Braga, Nacional, Marítimo
- Despromovidos: Alverca, Paços de Ferreira, Estrela da Amadora

### Melhores marcadores
|     | Nome           | Clube          | Jogos | Golos |
| --- | -------------- | -------------- | ----- | ----- |
| 1º  | Benni McCarthy | FC Porto       | 29    | 20    |
| 2º  | Adriano        | CD Nacional    | 29    | 19    |
| 3º  | Evandro        | Rio Ave FC     | 33    | 15    |
| 4º  | Liedson        | Sporting CP    | 30    | 15    |
| 5º  | Ricardo Sousa  | Boavista FC    | 32    | 14    |
| 6º  | Derlei         | FC Porto       | 18    | 12    |
| 7º  | Ferreira       | Gil Vicente FC | 25    | 12    |
| 8º  | Simão Sabrosa  | SL Benfica     | 31    | 12    |
| 9º  | Wender         | SC Braga       | 31    | 11    |
| 10º | Sokota         | SL Benfica     | 29    | 11    |

## Liga de Honra

### Narrativa
A edição de 2003-2004 da Liga de Honra foi a décima quarta edição deste escalão do futebol português.
Foi disputada por 18 clubes: 3 despromovidos da Primeira Liga, 3 promovidos da II Divisão, e os restantes que tinham permanecido.
O vencedor foi o Estoril Praia. Acompanharam na subida à Primeira Divisão o Vitória de Setúbal e o Penafiel, que ficaram em segundo e terceiro lugares respectivamente.
União e Sporting da Covilhã foram despromovidos para a II Divisão. O Portimonense ficou também classificado em posição de descida, 16º lugar, mas beneficiou da pena aplicada ao Salgueiros, por problemas financeiros, sendo relegado para a II Divisão, que tinha ficado em 12º lugar no campeonato.

## Tabela classificativa
|     | Equipa              | Pts | J  | V  | E  | D  | GM | GS | +/- | Comments                                             |
| --- | ------------------- | --- | -- | -- | -- | -- | -- | -- | --- | ---------------------------------------------------- |
| 1.  | Estoril Praia       | 67  | 34 | 20 | 7  | 7  | 63 | 40 | +23 | Promovidos à Primeira Divisão                        |
| 2.  | Vitória de Setúbal  | 64  | 34 | 18 | 10 | 6  | 66 | 41 | +25 | Promovidos à Primeira Divisão                        |
| 3.  | Penafiel            | 61  | 34 | 17 | 10 | 7  | 54 | 35 | +19 | Promovidos à Primeira Divisão                        |
| 4.  | Varzim              | 58  | 34 | 16 | 10 | 8  | 44 | 36 | +8  |                                                      |
| 5.  | Maia                | 51  | 34 | 15 | 6  | 13 | 52 | 56 | -4  |                                                      |
| 6.  | Salgueiros          | 47  | 34 | 13 | 8  | 13 | 47 | 46 | +1  | Relegado para a II Divisão por problemas financeiros |
| 7.  | Naval               | 46  | 34 | 12 | 10 | 12 | 46 | 42 | +4  |                                                      |
| 8.  | Desportivo das Aves | 45  | 34 | 13 | 6  | 15 | 42 | 53 | -11 |                                                      |
| 9.  | Ovarense            | 44  | 34 | 11 | 11 | 12 | 51 | 54 | -3  |                                                      |
| 10. | Chaves              | 44  | 34 | 11 | 11 | 12 | 37 | 45 | +8  |                                                      |
| 11. | Felgueiras          | 42  | 34 | 12 | 6  | 16 | 39 | 42 | -3  |                                                      |
| 12. | Feirense            | 42  | 34 | 10 | 12 | 12 | 47 | 46 | +1  |                                                      |
| 13. | Santa Clara         | 42  | 34 | 11 | 9  | 14 | 41 | 44 | -3  |                                                      |
| 14. | Leixões             | 42  | 34 | 9  | 15 | 10 | 44 | 48 | -4  |                                                      |
| 15. | Marco               | 41  | 34 | 11 | 8  | 15 | 41 | 53 | +12 |                                                      |
| 16. | Portimonense        | 39  | 34 | 8  | 15 | 11 | 36 | 39 | -3  | Manteve-se pelo castigo aplicado ao Salgueiros       |
| 17. | Sp. Covilhã         | 29  | 34 | 8  | 5  | 21 | 39 | 55 | -16 | Despromoção para a II Divisão                        |
| 18. | CF União            | 27  | 34 | 4  | 15 | 15 | 39 | 53 | -17 | Despromoção para a II Divisão                        |

## Taça de Portugal
A Taça de Portugal 2003-04 foi 64ª edição da Taça de Portugal, competição sob alçada da Federação Portuguesa de Futebol, vencida pelo Sport Lisboa e Benfica.

## Supertaça Cândido de Oliveira
A Supertaça Cândido de Oliveira relativa à época 2003-2004 foi a 26ª edição da Supertaça Cândido de Oliveira.
Jogou-se a 20 de Agosto de 2004, no Estádio Cidade de Coimbra, em Coimbra. O jogo vencido pelo Porto, opôs o Futebol Clube do Porto, vencedor da Primeira Liga e o Sport Lisboa e Benfica vencedor da Taça de Portugal.